# Johannes Hengeveld
Johannes Hendrikus Hengeveld (Hollandia, Gelderland, Arnhem, 1894. december 24. – Hollandia, Gelderland, Arnhem, 1961. május 4.) olimpiai ezüstérmes holland kötélhúzó.
Az első világháború utáni olimpián, az 1920. évi nyári olimpiai játékokon indult kötélhúzásban. A döntőben a brit, londoni rendőrségi csapat ellen kaptak ki, majd az ezüstéremért küzdöttek meg a belgákkal. A verseny Bergvall-rendszer szerint zajlott. Rajtuk kívül még négy ország indult (amerikaiak, belgák, britek és az olaszok).